# Произведение топологических пространств
Произведение топологических пространств — это топологическое пространство, полученное, как множество, декартовым произведением исходных топологических пространств, и снабжённое естественной топологией, называемой топологией произведения или тихоновской топологией. Слово «естественная» здесь употребляется в смысле теории категорий и означает, что эта топология удовлетворяет некоторому универсальному свойству.
Данная топология была введена советским математиком Андреем Тихоновым в 1926 году.

## Определения
Пусть:
{\displaystyle \{X_{\alpha }:\alpha \in A\}} — семейство топологических пространств,
{\displaystyle X=\prod \limits _{\alpha \in A}X_{\alpha }} — их декартово произведение (как множеств),
{\displaystyle p_{\alpha }:X\to X_{\alpha }} — проекция произведения на соответствующий сомножитель.
Тихоновская топология на {\displaystyle X} — это наиболее грубая топология (то есть топология с наименьшим числом открытых множеств), для которой все проекции {\displaystyle p_{\alpha }} непрерывны. Открытые множества этой топологии — всевозможные объединения множеств вида {\displaystyle \prod _{i\in I}U_{i}}, где каждое {\displaystyle U_{i}} является открытым подмножеством {\displaystyle X_{i}} и {\displaystyle U_{i}\neq X_{i}} только для конечного числа индексов. В частности, открытые множества произведения конечного числа пространств — это просто объединения произведений открытых подмножеств исходных пространств.
Также топологию Тихонова можно описать следующим образом: в качестве предбазы топологии на {\displaystyle X} берётся семейство множеств {\displaystyle {\mathfrak {P}}=\{p_{\alpha }^{-1}(U):\alpha \in A,\,U\in {\mathfrak {T}}_{\alpha }\}}. База топологии — всевозможные конечные пересечения множеств из {\displaystyle {\mathfrak {P}}}, а топология — всевозможные объединения множеств из базы.
Тихоновская топология является более слабой, чем так называемая «коробочная» топология, для которой базу топологии образуют всевозможные произведения открытых подмножеств перемножаемых пространств. Такая топология не обладает указанным выше универсальным свойством и для неё не верна теорема Тихонова.

## Примеры
Обычная топология на {\displaystyle \mathbb {R} ^{n}} (топология, индуцированная метрикой) является топологией произведения на декартовой степени {\displaystyle \mathbb {R} .}
Канторово множество гомеоморфно произведению счётного числа копий дискретного пространства {0,1}, а пространство иррациональных чисел — произведению счётного числа пространств натуральных чисел (с дискретной топологией).

## Свойства
Топологическое пространство {\displaystyle X} вместе с проекциями на каждую компоненту {\displaystyle X_{i}} может быть определено при помощи универсального свойства: если {\displaystyle Y} — произвольное топологическое пространство и для каждого {\displaystyle i\in I} задано непрерывное отображение {\displaystyle Y\to X_{i},} то существует единственное отображение {\displaystyle Y\to X,} такое что для каждого {\displaystyle i\in I} следующая диаграмма коммутативна:
Это показывает, что тихоновское произведение является произведением в категории топологических пространств. Из универсального свойства следует, что отображение {\displaystyle f:Y\to X} непрерывно тогда и только тогда, когда непрерывно каждое отображение {\displaystyle f_{i}=p_{i}\circ f,} во многих ситуациях непрерывность {\displaystyle f_{i}} проверять проще.
Проекции {\displaystyle p_{i}} являются не только непрерывными, но и открытыми отображениями (то есть каждое открытое множество произведения при проекции на компоненту переходит в открытое множество). Обратное, вообще говоря, неверно (контрпример — подмножество {\displaystyle \mathbb {R} ^{2},} являющееся дополнением открытого круга). Также проекции не обязательно являются замкнутыми отображениями (контрпример — образы проекций замкнутого множества {\displaystyle \{(x,y)\in \mathbb {R} ^{2}\mid xy=1\},} на координатные оси не являются замкнутыми подмножествами прямой).
Топологию произведения иногда называют топологией поточечной сходимости. Причина этого следующая: последовательность элементов из произведения сходится тогда и только тогда, когда её образ при проекции на каждую компоненту сходится. Например, топология произведения на {\displaystyle \mathbb {R} ^{I},} пространстве действительнозначных функций на {\displaystyle I,} — это топология, в которой последовательность функций сходится тогда, когда она сходится поточечно.

## Связь с другими топологическими понятиями
Аксиомы отделимости:
- Произведение {\displaystyle T_{0}}-пространств обладает свойством {\displaystyle T_{0}}.
- Произведение {\displaystyle T_{1}}-пространств обладает свойством {\displaystyle T_{1}}.
- Произведение хаусдорфовых пространств хаусдорфово.
- Произведение регулярных пространств регулярно.
- Произведение вполне регулярных пространств вполне регулярно.
- Произведение нормальных пространств не всегда является нормальным.

Компактность:
- Произведение компактных пространств компактно➤.
- Произведение локально компактных пространств не всегда является локально компактным. Однако произведение семейства локально компактных пространств, в котором все компоненты, кроме конечного числа, являются компактными, локально компактно.

Связность:
- Произведение связных (соответственно, линейно связных) пространств связно (соответственно, линейно связно).
- Произведение вполне несвязных пространств вполне несвязно.

## Компактность тихоновских произведений
Теорема Тихонова: если все множества {\displaystyle X_{\alpha }} компактны, тогда компактно и их тихоновское произведение.
Для доказательства утверждения, согласно теореме Александера о предбазе, достаточно доказать, что всякое покрытие элементами предбазы {\displaystyle {\mathfrak {P}}} допускает конечное подпокрытие. Для всякого {\displaystyle \alpha } пусть {\displaystyle V_{\alpha }} — объединение всех множеств {\displaystyle U\in X_{\alpha }}, для которых множество {\displaystyle \pi _{\alpha }^{-1}(U)} содержится в покрытии. Тогда непокрытая часть пространства X выражается формулой:
{\displaystyle \prod \limits _{\alpha \in A}X_{\alpha }\setminus V_{\alpha }}.
Поскольку это множество пусто, пустым должен быть хотя бы один сомножитель. Это означает, что рассматриваемое покрытие при некотором {\displaystyle \alpha } содержит {\displaystyle \pi _{\alpha }}-прообраз покрытия пространства {\displaystyle X_{\alpha }}. В силу компактности пространства {\displaystyle X_{\alpha }}, из его покрытия можно выделить конечное подпокрытие, и тогда его прообраз относительно отображения {\displaystyle \pi _{\alpha }} будет конечным подпокрытием пространства {\displaystyle X}.